# 자기성취
자기성취 ( Self-fulfillment )는 철학과 심리학에서 말하는 사람의 가장 깊은 욕망과 역량을 실현하는 것을 말한다. 이 개념의 역사는 고대 헬라 철학자로부터 출발하였고, 현대 철학에서도 많이 남아있다.

## 정의와 역사
철학자인 알랜 게워스는 그의 저서 <자기성취>에서 자기성취를 사람의 가장 깊이 있는 욕망 또는 가장 가치있는 역량을 열매 맺기 위해 실현하는 것이라고 정의한다. 또 다른 정의는 자기성취가 삶의 만족을 얻고, 가치가 있는 삶을 사는 것으로 정의한다. 이것은 고대 헬라철학 뿐만 아니라, 동서양 문화에 일반적이고 공통적으로 이상적인 형태로 볼 수 있다. 자기성취는 다른 가치와 목표보다 더 상위에 속하는 것으로 종종 볼 수 있다.
게워스는 좋은 인간적 삶을 추구하는 것이 자기성취를 추구하는 것이라고 말한다. 하지만, 현대 철학에서, 자기성취의 이상적 형태는 점점 더 인기를 잃어 가고, 토머스 홉스나 지그문트 프로이트에 의해 비판을 받았는 데, 그들은 자기성취 안에 개념적 그리고 도덕적 문제가 있다고 말했다. 그것은 자기중심적(egoistic) 개념으로 달성할 수 없을 뿐더러, 포기해야 할 쓸 데 없는 개념으로 제안하였다. 도덕 철학자들은 좋은 삶을 얻기보다는 사람간의 관계와 다른 사람에게 빚진 의무에 보다 더 무게를 싫었다. 마찬가지로, 플라톤과 아리스토텔레스는 폴리스의 목표가 시민들에게 자기성취를 제공하는 것인 반면, 현대정부는 그것을 포기하고, 단지, 공공질서를 유지하는 것에만 집중하고 있다. 이러한 비판에도 불구하고, 자기성취의 개념은 현대철학에 아직 존재 하며, 그것의 유용함은 게워스 자신에서처럼 옹호받고 있다.
게워스는 자기성취라는 용어가 2개의 비슷한 동의어가 있는 데, 그것은 자아실현(self-actualization)과 자아 현실(self-realization)이다. 그들 각자는 철학자와 인본주의 심리학자에게서 사용되며, 자기성취는 그들 외의 분야에서 많이 사용된다. 하지만, 게워스는 그 개념이 그들과 서로 다르며 동의어가 아니라고 말한다. 자아확신은 특히, 매슬로의 요구단계에서 사용되며 자기성취의 필요로 정의할 수 있다.
자기성취는 긍정적으로 이타주의와 연결된다.

## 같이 보기
- 자기실현적 예언